# Optická soustava
Optická soustava je souhrn lámavých a odrazových ploch, rozhraní optických prostředí a clon, které ovlivňují přechod světelných paprsků při vytváření obrazu pozorovaného předmětu. Pokud se světelné paprsky za optickou soustavou sbíhají, vzniká skutečný obraz, pokud se rozbíhají, vzniká neskutečný (zdánlivý) obraz. Optická soustava je centrována, pokud středy křivosti ploch všech členů optické soustavy leží na jedné přímce (optická osa). Nejjednodušší optická soustava je čočka. Optická soustava je charakterizována polohou ohnisek a ohniskovými vzdálenostmi.